# 金習寶
金習寶（?—?），又作斯寶，5世纪新罗宗室，第二十二任国王智证王的父亲。
金習寶是第十七任国王奈勿麻立干的孙子，金卜好的儿子。奈勿王之后，他的弟弟實聖麻立干即位。實聖王之后，金卜好的兄长訥祇麻立干即位。金習寶娶訥祇麻立干的女儿鳥生夫人为妻。炤知麻立干十一年（412年），訥祇王的孙子炤知王去世，没有后代。金習寶六十四歲的儿子金智大路即位，为智證王。追尊父亲金習寶为習寶葛文王。

## 家族
- 父亲：金卜好
- 母亲：天命夫人，朴仁保之女
  - 夫人：鳥生夫人
    - 长子：智證王
    - 次子：乃宿
    - 长女：保兮
    - 次女：善兮夫人，炤知麻立干的夫人
    - 三子：阿珍宗